# لي كاترمول
لي كاترمول (بالإنجليزية: Lee Cattermole)‏ من مواليد 21 مارس 1988 في ستوكتون أون تيز في إنجلترا ، لاعب كرة قدم إنجليزي.
و قد بدأ مسيرته الكروية مع نادي ميدلزبره في عام 2005 ، وانتقل في 2008/2009 إلى نادى ويجان

## روابط خارجية
- لي كاترمول على موقع قاعدة بيانات كرة القدم.إي يو (الإنجليزية)
- لي كاترمول على موقع Soccerbase.com (لاعب) (الإنجليزية)
- لي كاترمول على موقع Soccerway.com (الإنجليزية)
- لي كاترمول على موقع عالم كرة القدم.نت (الإنجليزية)